# Gare d’Erstein
Gare d'Erstein – stacja kolejowa w Erstein, w departamencie Dolny Ren, w regionie Grand Est, we Francji.
Obecnie jest stacjąSociété nationale des chemins de fer français (SNCF), obsługiwaną przez pociągi TER Alsace.

## Położenie
Znajduje się na wysokości 155 m n.p.m., na 19,771 km Strasburg – Bazylea, pomiędzy stacjami Limersheim i Matzenheim.

## Linia kolejowa
- Strasburg – Bazylea